# Matthew Rush
Matthew Rush (sinh ngày 22 tháng 12 năm 1972) là một diễn viên khiêu dâm của Hoa Kỳ. Anh tham gia đóng nhiều bộ phim tình dục đồng giới nam và là người mẫu cho các tạp chí.

## Thông tin cá nhân
- Ngày sinh: 22 tháng 12 năm 1972
- Nơi sinh: Shirleysburg, Pennsylvania
- Tên khai sinh: Gregory Grove
- Chiều cao: 1.80m
- cân nặng: 86 kg
- Chiều dài dương vật: 20 cm
- Màu tóc: Nâu
- Màu mắt: Nâu
- Nghề nghiệp: Diễn viên tình dục đồng giới nam
- Quốc tịch: Hoa Kỳ

## Gia đình và nghề nghiệp

### Gia đình
Matthew Rush mang trong mình dòng máu của nhiều chủng tộc khác nhau. Cha anh là người Mỹ gốc Phi. Còn mẹ anh mang hai dòng máu Đức và Italia.

### Nghề nghiệp
Khi còn học trung học, Matthew Rush từng mong muốn trở thành diễn viên hề chuyên nghiệp. Nhưng cuối cùng anh đã chọn con đường trở thành một huấn luyện viên thể dục. Sau đó, anh chuyển đến Colombus, Ohio để tiếp tục công việc này. Sau một thời gian, anh ký hợp đồng tham gia hãng Falcon Studio, một hãng chuyên sản xuất phim tình dục đồng giới nam.
Matthew Rush rất nổi tiếng với thân hình khỏe khoắn, vạm vỡ của một lực sĩ thể hình. Anh còn có một dương vật với kích thước khá lớn (7 1/2 inch - 20 cm) và đã được cắt bao da quy đầu. Dương vật của anh đã được dùng làm khuồn đúc làm đồ chơi dương vật.